# Karl Hatzfeld
Karl Hatzfeld (* 18. September 1876 in Wallmerod; † 9. Juli 1961 in Berlin, auch Carl Hatzfeld) war ein deutscher Bergbauingenieur und preußischer Verwaltungsbeamter, der als Berghauptmann beim Oberbergamt Dortmund sowie als Leiter des Grubensicherheitsamts im preußischen Ministerium für Handel und Gewerbe Bedeutung erlangte.

## Leben
Karl Hatzfeld leistete seinen Militärdienst als Einjährig-Freiwilliger und war Leutnant der Reserve im Landwehrbezirk St. Wendel. Nach Ablegen der beiden Staatsprüfungen wurde er Bergassessor beim Oberbergamt Bonn. Bevor er von 1914 bis 1918 Kriegsdienst leisten musste, war er „Hilfsarbeiter“ beim Saarbrücker Knappschaftsverein und Hilfslehrer an der Bergschule Saarbrücken. Nach dem Krieg zunächst wiederum als Hilfsarbeiter im preußischen Ministerium für Handel und Gewerbe eingesetzt, wurde er 1920 Bergmeister und im Jahr darauf Bergrat bzw. Oberbergrat. Seine Ernennung zum Ministerialrat und Leiter des Grubensicherheitsamtes im Ministerium fiel in das Jahr 1922. 1928 wurde er zum Ministerialdirigenten befördert und im folgenden Jahr zum Berghauptmann beim Oberbergamt Dortmund bestellt.
1933 ging Hatzfeld in den Ruhestand. In diese Zeit fielen noch Tätigkeiten als Lehrbeauftragter an der Technischen Hochschule Berlin sowie als Präsident des Deutschen Salzbunds.